# Шато-де-Венсен (станція метро)
Шато де Венсен (фр. Château de Vincennes) — кінцева станція лінії 1 Паризького метрополітену, розташована на межі комуни Венсен і Венсенського лісу, який адміністративно підлеглий кварталу Пікпюс XII округу Парижа. Названа за однойменним замком, розташованим поруч зі станцією.
За 700 метрів від станції метро розташована станція RER A Венсен.

## Історія
- Станція відкрилася 24 березня 1934 року в кінці пускової ділянки Порт де Венсен — Шато де Венсен.
- У 2008 році станція зазнала реновації в рамках підготовки до автоматизації руху. Для проведення підготовчих робіт станція закривалася для пасажирів 25-26 серпня і 1-2 вересня 2008 року[1], а також з 22:00 24 по 27 вересня 2009 року. У зазначений період кінцевою станцією для пасажирів була станція Беро, а на Шато де Венсен відбувався тільки оборот рухомого складу[2].
- Пасажиропотік по станції за входом у 2011 році, за даними RATP, склав 4858849 осіб[3]. У 2012 році він знижувався до 4802608 осіб[4], а в 2013 році зріс до 5122469 пасажирів (81 місце за рівнем вхідного пасажиропотоку в Паризькому метро)[5]

## Конструкція
Станція складається з двох односклепінних зал з острівними платформами, побудованих за типовим паризьким проектом. У південній залі відбувається висадка пасажирів з поїздів, у північному — посадка. Південний зал піддавався реновації в стилі «Андре-Мотте B». На станції заставлено тактильне покриття. На станції встановлені автоматичні платформні ворота.

## Колійний розвиток
У західній горловині, між середніми коліями станції розташовується пошерстний з'їзд. На схід від станції розташовується парк відстою поїздів з трьома тупиковими коліями, а головні колії лінії продовжуються в напрямку ательє де Фонтене, яке обслуговує лінію 1 з моменту відкриття ділянки Порт де Венсен — Шато де Венсен. У перспективі планується продовжити лінію в передмістя Валь де Фонтене з пересадкою на майбутню лінію 15 і лінії RER А і Є.

## Галерея

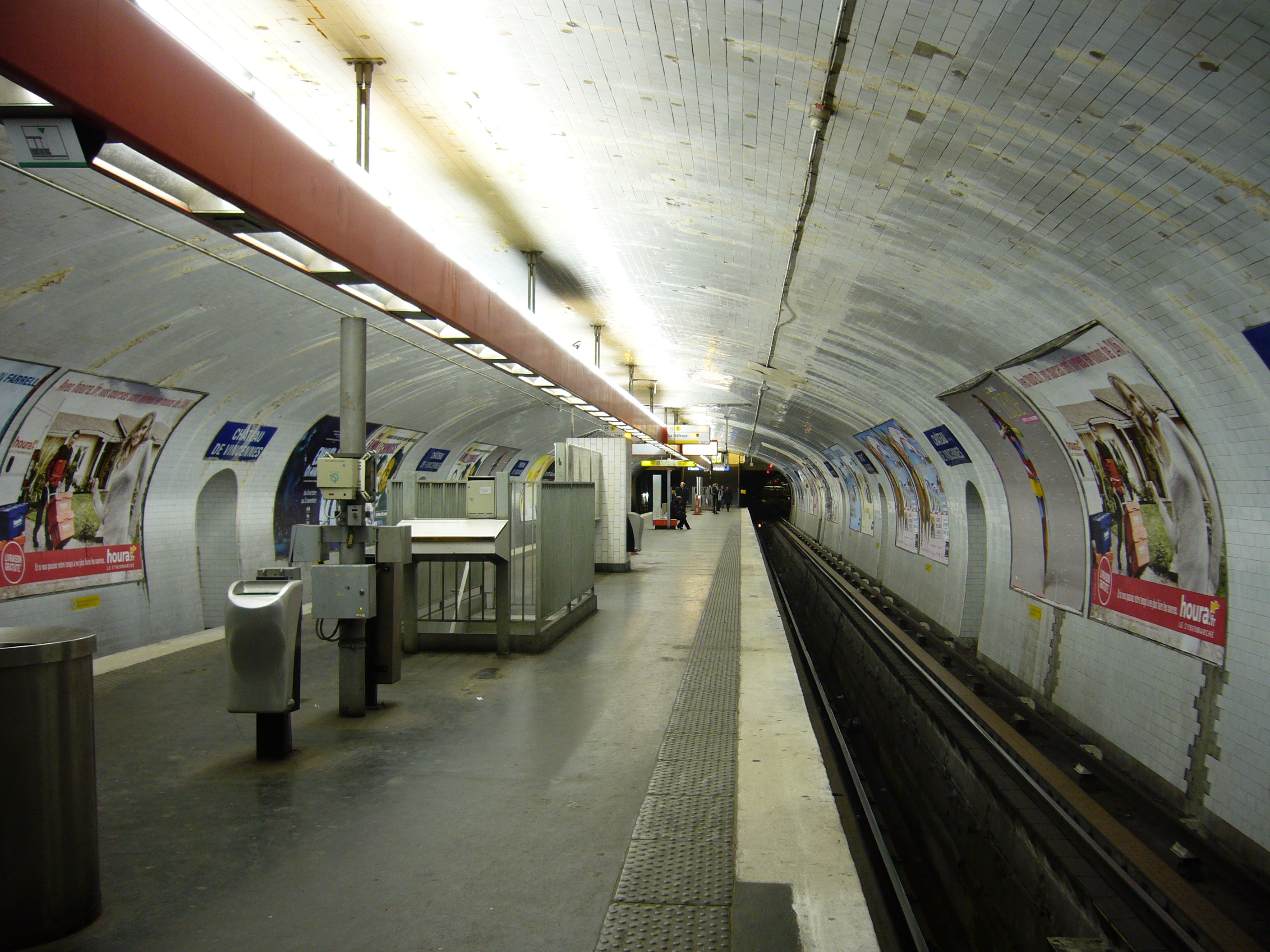
Платформа для посадки пасажирів у бік Ля Дефансу